# 相親茶坊2
《相親茶坊2 秋冬篇》 為韓國tvN綜藝節目。節目主軸為實際營運一家相親咖啡館，供一般民眾預約相親，而藉由一般人在相親時的談話，來看見近年來人們的愛情觀、戀愛及人生等不同面相。

## 民眾申請方法
- 至申請網頁[]下載製作組指定的問卷，問題包含：
  1. 報名者現在有男女朋友嗎？
  2. 報名者最後一次分手的時間？為什麼？
  3. 報名者需寫下報名者心目中的理想型。
  4. 報名者需說明您想匹配的人的年齡範圍。
  5. 報名者需指定一個想要相親對方的條件，以及一個報名者想避免相親對方的條件。
  6. 報名者是否有出演過其他節目？
  7. 報名者目前正在法律訴訟中？或過去是否受過任何刑事或民事紀錄？
- 填寫完成後，回到同一網頁上傳。
- 同意製作組的肖像使用權等製作節目的必須條件。

## 固定出演
| 姓名   | 出生日期       | 出演集數  |
| ------ | -------------- | --------- |
| 李笛   | 1974年2月28日  | 第1~12集  |
| 劉寅娜 | 1982年6月5日   | 第1~12集  |
| 梁世炯 | 1985年8月18日  | 第1~12集  |
| 尹博   | 1987年11月18日 | 第1~5集   |
| 仁誠   | 1993年7月12日  | 第6~7集   |
| Key    | 1991年9月23日  | 第8~10集  |
| Henry  | 1989年10月11日 | 第11~12集 |

## 各集內容
(以下參與者姓名皆為音譯)

(以下年齡皆為拍攝當時之韓國年齡)

| 集數 | 播放日期       | 標題                                                | 參與者 節目公開資訊 | 是否願意 再次見面 | 後續近況 回訪約會        |
| ---- | -------------- | --------------------------------------------------- | --- | ----------------- | ------------------------ |
| 1    | 2018年10月1日  | 飛向秋季的天空，重新开始相親                        | 薛道煥，男，27歲， 做土木工程，做道路的熱血青年，完工的忠清道道路就有三處，因為工作而把戀愛放到一旁，想找做事認真性格開朗的另一半。               | O                 |                          |
| 1    | 2018年10月1日  | 飛向秋季的天空，重新开始相親                        | 李允在，女，25歲，在日本生活20年的會計師，如果多情善感並且感情豐富的人的話，戀愛也能像學習簡單進行。                                              | O                 |                          |
| 1    | 2018年10月1日  | 飛向秋季的天空，重新开始相親                        | 李恩圭，男，31歲，在美國德薩斯州與家人一起經營加油站，想與韓國人戀愛結婚，三年來每天工作15小時，一次都沒辦法約會。                                | O                 | EP2、3、12近況           |
| 1    | 2018年10月1日  | 飛向秋季的天空，重新开始相親                        | 金秀賢，女，31歲，建築設計師，想用自己的努力來尋找另一半。                                                                                        | O                 | EP2、3、12近況、EP12送畫 |
| 2    | 2018年10月8日  | 愛隨著秋風飄蕩                                      | 白周碩，男，34歲，餐廳老闆廚師，七年來一直沈迷於工作，願望是能女朋友一起去濟州島旅行                                                              | O                 |                          |
| 2    | 2018年10月8日  | 愛隨著秋風飄蕩                                      | 朴陽光，女，31歲，外語教育機構經理，因為幾年前公務員考試落榜而越來越低的自信心，沒有勇氣去表達愛。                                                | O                 |                          |
| 2    | 2018年10月8日  | 愛隨著秋風飄蕩                                      | 崔碩熙，男，37歲，英語學院講師，夢想成為社會運動家，想遇到對未來有志向、對自己生活有確信的人。                                                    | O                 |                          |
| 2    | 2018年10月8日  | 愛隨著秋風飄蕩                                      | 金慧美，女，37歲 ，國際會議翻譯，為了工作一直延後戀愛和結婚，理想型是"政治、文化、社會、經濟"能多方面對話、有智慧的人。                           | O                 |                          |
| 3    | 2018年10月15日 | 為了被愛所傷的你                                    | 金鐘憲，男，28歲，海軍大尉，因為個性固執總是反覆交往和分手，想找喜歡我努力改變的樣子的人。                                                        | O                 |                          |
| 3    | 2018年10月15日 | 為了被愛所傷的你                                    | 全海星，女，25歲，機場主播，一直是犧牲地去愛人，想尋找像樹木一樣，不變地去愛我的人。                                                              | O                 |                          |
| 3    | 2018年10月15日 | 為了被愛所傷的你                                    | 全弘植，男，45歲，幼兒用品貿易，離婚後獨自養育8歲兒子，從育兒到料理實力兼備，希望有治療彼此的傷口、互相依靠的人出現。                             | O                 |                          |
| 3    | 2018年10月15日 | 為了被愛所傷的你                                    | 趙宣珠，女，37歲，美容講師，離婚後撫養5歲兒子，努力生活、積極的單身媽媽。                                                                         | O                 |                          |
| 4    | 2018年10月22日 | 愛情可以計算嗎                                      | 李東益，男，31歲，消防員，因為有對消防員很危險的偏見，所以很難談戀愛。                                                                            | O                 |                          |
| 4    | 2018年10月22日 | 愛情可以計算嗎                                      | 李奎莉，女，27歲，經營花店咖啡廳，對工作有熱情並且心地善良，想見到溫柔體貼有關懷心的人。                                                          | O                 |                          |
| 4    | 2018年10月22日 | 愛情可以計算嗎                                      | 姜正旭，男，32歲 ，國會議員政策秘書，見到異性時消極的樣子而苦腦，想談能互相理解的戀愛。                                                           | O                 |                          |
| 4    | 2018年10月22日 | 愛情可以計算嗎                                      | 高愛拉，女，27歲 ，獨立出版作家，想遇見有屬於自己哲學、不害怕冒險的人。                                                                           | X                 |                          |
| 4    | 2018年10月22日 | 愛情可以計算嗎                                      | 金宰民， 男，32歲，皮膚科醫生，想找到不看條件的真愛，想遇見能讓我心動的靈魂伴侶。                                                                 | X                 |                          |
| 4    | 2018年10月22日 | 愛情可以計算嗎                                      | 裴智熙，女，26歲，IT公司CEO秘書，雖然個性開朗活潑，但覺得戀愛很難，想見到能了解我真心的人。                                                       | X                 |                          |
| 5    | 2018年10月29日 | 我們是從一樣的行星来的呢？ 還是不一樣的行星来的呢？ | 金善民，男，34歲，生意人事業家，自稱“土包子”的單純地方男人，想遇到理解心多的人。                                                                  | X                 |                          |
| 5    | 2018年10月29日 | 我們是從一樣的行星来的呢？ 還是不一樣的行星来的呢？ | 安慧宣，女，27歲，藥品盒子印刷公司職員，因為之前的愛情而烙下深刻的傷口，想遇到像家人一樣的人。                                                    | X                 |                          |
| 5    | 2018年10月29日 | 我們是從一樣的行星来的呢？ 還是不一樣的行星来的呢？ | 洪基峰，男，28歲 ，香港股市分析員，對工作有自信和熱情，在戀愛裡是溫柔體貼的愛情高手，想遇到一輩子的另一半                                         | O                 |                          |
| 5    | 2018年10月29日 | 我們是從一樣的行星来的呢？ 還是不一樣的行星来的呢？ | 孫有熙，女，29歲 ，包包設計師 創業中，工作和愛情都不想錯過，想遇到有可以學習的地方、對結婚有想法的溫柔體貼的人。                                  | O                 |                          |
| 6    | 2018年11月5日  | 不要只找工作生活平衡 我们也要找工作愛情的平衡       | 李同榮，男，32歲 ，保安公司職員，一週看過八本書的讀書狂，想遇到能一起哭一起笑、有感性的人。                                                       | O                 | EP8近況                  |
| 6    | 2018年11月5日  | 不要只找工作生活平衡 我们也要找工作愛情的平衡       | 黃有京，女，29歲 ，髮型師，一個月看八本書的讀書王，喜歡可以理解我突然出差、有理解心的人。                                                         | O                 | EP8近況                  |
| 6    | 2018年11月5日  | 不要只找工作生活平衡 我们也要找工作愛情的平衡       | 金敏碩，男，42歲 ，電視台作家，在電視台和家庭生活中感到厭煩，專心工作不知不覺就到了40代，想遇到和自己相反的人，覺得會自己裝電燈泡的女生很有魅力。 | O                 | EP11回訪                 |
| 6    | 2018年11月5日  | 不要只找工作生活平衡 我们也要找工作愛情的平衡       | 姜珠蘭，女，39歲 ，IT公司企劃，家具或者電子產品可以自己組裝，覺得文章寫很好的人很有魅力。                                                         | O                 | EP11回訪                 |
| 7    | 2018年11月12日 | 讓傻瓜們得到愛情的方法                              | 玄俊浩，男， 34歲，商務媒體經理，最近三個月6次相親都失敗，就像找工作一樣想找到自己的緣分。                                                        | O                 |                          |
| 7    | 2018年11月12日 | 讓傻瓜們得到愛情的方法                              | 崔慧妍，女，30歲，化妝品公司代表創業中，找遇到能產生共識、像朋友一樣的人。                                                                        | O                 |                          |
| 7    | 2018年11月12日 | 讓傻瓜們得到愛情的方法                              | 朴東宇， 男，35歲， 飲用水公司代表，雖然個性樂觀，但擔心自己像機器人一樣的語氣，想遇到對未來有發展性的女性。                                      | O                 |                          |
| 7    | 2018年11月12日 | 讓傻瓜們得到愛情的方法                              | 劉敏熙，女，31歲，投資財產經營公司，覺得自己不太懂男人的心理，喜歡不僅能照顧好家人，也能熱愛自己的工作的人。                                      | X                 |                          |
| 8    | 2018年11月19日 | 愛情不是學來的                                      | 鄭鎮華，男，30歲，現代5項國家代表運動員，希望可以遇到不對運動選手有偏見、喜歡笑的人。                                                             | O                 |                          |
| 8    | 2018年11月19日 | 愛情不是學來的                                      | 朴智賢，女，26歲，韓醫師，忙於學習，在愛情上面有所耽擱，希望能遇到有很強的精神力和熱情的人。                                                      | O                 |                          |
| 8    | 2018年11月19日 | 愛情不是學來的                                      | Andyroo李，男，33歲，企業法務部職員，看了韓劇來韓國尋找愛情已經六年了，覺得韓國式曖昧和戀愛很難，喜歡工作的時候認真、在愛情面前有反轉魅力的人。   | O                 |                          |
| 8    | 2018年11月19日 | 愛情不是學來的                                      | 崔智慧，女，32歲，大學講師，希望可以遇到沒有欲擒故縱、聊得來的人。                                                                                | O                 |                          |
| 9    | 2018年11月26日 | 在愛情面前年齡重要嗎？                              | 方英勳，男，26歲，特殊學校教師，前保齡球國家代表出身，想遇見喜歡孩子、尊重長輩、沒有偏見的人。                                                    | O                 |                          |
| 9    | 2018年11月26日 | 在愛情面前年齡重要嗎？                              | 劉智英，女，25歲，癌症患者美容管理師，想遇到懂得給予、分享的溫暖的首爾男人。                                                                      | O                 |                          |
| 9    | 2018年11月26日 | 在愛情面前年齡重要嗎？                              | 李旻才， 男，28歲，公務員主任，和愛的人結婚，幸福的生活就是人生目標。                                                                             | O                 |                          |
| 9    | 2018年11月26日 | 在愛情面前年齡重要嗎？                              | 徐麗拉，女，27歲，陶藝家，遇到愛的人一起組家庭是夢想。                                                                                            | X                 |                          |
| 10   | 2018年12月3日  | 無論相似還是不同 都愛上“我”的愛情                   | 柳仁煥，男，31歲，產品設計師，情感起伏不大的木頭男，想要遇上能夠理解我們宅男的人。                                                                | O                 |                          |
| 10   | 2018年12月3日  | 無論相似還是不同 都愛上“我”的愛情                   | 楊智慧，女，28歲，平面造型設計師，興趣就是在家看電影或是把朋友都叫來家裡給他們做飯，希望能找到與不怎麼喜歡活動的我合得來的人。                    | O                 |                          |
| 10   | 2018年12月3日  | 無論相似還是不同 都愛上“我”的愛情                   | 申成民，男，29歲，牙醫學研究生，“愛情”為原動力的熱情男，想找能夠一起分享逛展覽、運動等興趣的人                                                    | O                 |                          |
| 10   | 2018年12月3日  | 無論相似還是不同 都愛上“我”的愛情                   | 金敏真，女，27歲 ，電子商務人事部職員，為了成為電影導演的夢想而苦惱中，希望能夠找到為夢想而挑戰的我能依靠的人。                                   | O                 |                          |
| 11   | 2018年12月10日 | 這次的聖誕節會出現奇蹟的                            | 李榮文， 男，31歲，獄警，在監獄裡工作迫切需要溫暖，因爲職業特性擔心語氣和動作會比較生硬。                                                         | O                 |                          |
| 11   | 2018年12月10日 | 這次的聖誕節會出現奇蹟的                            | 李仁華，女，27歲，經營花店，一整天只做花而感到孤獨，想找一位穩重的人。                                                                            | O                 |                          |
| 11   | 2018年12月10日 | 這次的聖誕節會出現奇蹟的                            | 宋榮敏，男，33歲，鋼琴家，俄羅斯留學派，在演奏會、節目、電影等多種領域中活躍，想遇見音樂領域外的女生。                                            | O                 |                          |
| 11   | 2018年12月10日 | 這次的聖誕節會出現奇蹟的                            | 金賢英，女，28歲，百貨公司銷售員，十年學習鋼琴的藝術靈魂，想找尋充滿熱情，目標明確的人。                                                          | O                 |                          |
| 12   | 2018年12月17日 | 最後的相親                                          | 姜東碩，男，34歲，建築公司職員，所以人都承認的家庭型男人，想遇見認為“幸福”是第一優先的人。                                                        | O                 |                          |
| 12   | 2018年12月17日 | 最後的相親                                          | 姜恩雅，女，28歲，獸醫，想遇見家庭型的男人。 | O                 |                          |
| 12   | 2018年12月17日 | 最後的相親                                          | 安東鎮，男，34歲，意大利皮鞋設計師，想找喜歡旅行、能理解我工作的人。                                                                              | O                 |                          |
| 12   | 2018年12月17日 | 最後的相親                                          | 金智慧，女，32歲，高中教師，時隔十個月才配對成功，喜歡旅行，喜歡有很多海外經驗的人。                                                              | O                 |                          |

## 收視率
| 集數 | 播出日期   | AGB尼爾森收視率 | AGB尼爾森收視率 | AGB尼爾森收視率 | AGB尼爾森收視率 |
| 集數 | 播出日期   | 大韓民國 (全國) | 排行            | 排行            | 首爾 (首都圈)   |
| 集數 | 播出日期   | 大韓民國 (全國) | 所有節目        | 綜藝節目        | 首爾 (首都圈)   |
| ---- | ---------- | --------------- | --------------- | --------------- | --------------- |
| 1    | 2018/10/01 | 1.407%          | 8               | 3               | 1.509%          |
| 2    | 2018/10/08 | 1.835%          | 4               | 2               | 2.136%          |
| 3    | 2018/10/15 | 1.728%          | 5               | 4               | 1.964%          |
| 4    | 2018/10/22 | 1.650%          | 4               | 3               | 2.009%          |
| 5    | 2018/10/29 | 1.359%          | 7               | 3               | 1.604%          |
| 6    | 2018/11/05 | 1.735%          | 2               | 1               | 2.121%          |
| 7    | 2018/11/12 | 1.664%          | 4               | 3               | 1.978%          |
| 8    | 2018/11/19 | 1.326%          | 6               | 3               | 1.873%          |
| 9    | 2018/11/26 | 1.590%          | 3               | 2               | 2.164%          |
| 10   | 2018/12/03 | 1.311%          | 10              | 3               | 1.678%          |
| 11   | 2018/12/10 | 1.389%          | 8               | 2               | 1.407%          |
| 12   | 2018/12/17 | 1.169%          | 12              | 2               | 1.494%          |

- 收視最低的集數以藍色表示，收視最高的集數以紅色表示，而空格則表示該集的收視沒有相關數據。

## 外部連結
- tvN官方網站 （页面存档备份，存于）
- 相親茶坊2-DAUM
- 相親茶坊2-NAVER
- 相親茶坊1&2-YOUTUBE 

### 成員社交網站
- 第一集3時男(土木工程)ig
- 第一集3時女(日本會計師)ig
- 第一集5時男(經營加油站)ig
- 第一集5時女(建築設計師)ig
- 第二集7時男(廚師)ig
- 第二集7時女(外語教育機構經理)ig
- 第二集8時女(國際會議翻譯)ig
- 第三集6時女(機場主播)ig
- 第三集8時男(幼兒用品貿易)ig
- 第四集3時男(消防員)ig
- 第五集5時男(事業家)ig
- 第五集7時男(股市分析員)ig
- 第五集7時女(包包設計師)ig
- 第六集6時男(保安公司職員)ig
- 第七集4時男(商務媒體經理)ig
- 第七集7時男(飲用水公司代表)ig
- 第八集6時男(國家代表)ig
- 第八集6時女(韓醫生)ig
- 第八集8時男(律師)ig
- 第九集1時男(特殊學校教師)ig
- 第九集1時女(美容管理師)ig
- 第十集3時男(產品設計師)ig
- 第十集5時男(牙醫學研究生)ig
- 第十一集3時男(鋼琴家)ig
- 第十二集6時男(建築公司職員)ig

| · 星期日 23:00 - 00:20+1 (KST)      | · 星期日 23:00 - 00:20+1 (KST)        | · 星期日 23:00 - 00:20+1 (KST) |
| ----------------------------------- | ------------------------------------- | ------------------------------ |
|                                     | 相親茶坊2 （2018.10.01 - 2018.12.17） |                                |
| 島劍客2 （2018.06.25 - 2018.09.10） | 未知                                  |                                |